# Saulnières, Eure-et-Loir
Saulnières är en kommun i departementet Eure-et-Loir i regionen Centre-Val de Loire strax norr om centrala Frankrike. Kommunen ligger i kantonen Dreux-Ouest som tillhör arrondissementet Dreux. År 2022 hade Saulnières 772 invånare.

## Befolkningsutveckling
Antalet invånare i kommunen Saulnières
Referens:INSEE